# Sosna karaibska
Sosna karaibska (Pinus caribaea Morelet) – gatunek drzewa iglastego z rodziny sosnowatych (Pinaceae). Sosna karaibska występuje w Ameryce Środkowej. Odmiana typowa P.c. var. caribaea pochodzi z zachodniej Kuby (Pinar del Río, Isla de la Juventud), odmiana P.c. var. bahamensis z Karaibów (Bahamy, wyspy Turks i Caicos), zaś odmiana  P.c. var. hondurensis z Meksyku (południe Quintana Roo), północnej Gwatemali, Belize, Hondurasu, Salwadoru i Nikaragui. 

## Morfologia
PokrójKorona drzewa nieregularna, zajmuje ok. 25–33% wysokości pnia.
PieńOsiąga wysokość 20–35 m i 50–100 cm średnicy. Kora łuskowata, pękająca na nieregularne czworokątne płaty.
LiścieIgły zebrane po 3 na krótkopędzie (rzadziej po 2 lub 4). Osiągają 15–26 cm długości i 1,4–1,8 mm szerokości. Delikatnie skręcone, sztywne, jasnozielone do ciemnozielonych.
SzyszkiSzyszki męskie różowe lub żółte, wyrastają w grupach u podstawy młodych pędów. Szyszki nasienne wyrastają zazwyczaj parami lub w okółkach. Osiągają 5–12 cm długości i 4–6 cm szerokości. Nasiona szarobrązowe do czarnych, o długości 5–7 mm, opatrzone skrzydełkiem długości 10–20 mm.

## Biologia i ekologia
Siewki wykształcają 5–8 liścieni, o długości 20–35 mm. Igły pozostają na drzewie przez 3 lata.

## Systematyka i zmienność
Pozycja gatunku w obrębie rodzaju Pinus:
- podrodzaj Pinus
  - sekcja Trifoliae
    - podsekcja Australes
      - gatunek P. caribaea

Wyróżnia się trzy odmiany:
- Pinus caribaea var. caribaea (syn. P. recurvata Rowlee, P. cubensis Grisebach var. anomala Rowlee)
- Pinus caribaea var. bahamensis (Griseb.) W.H. Barrett et Golfari (syn. P. bahamensis Grisebach)
- Pinus caribaea var. hondurensis (Sénécl.) W.H. Barrett et Golfari (syn. P. hondurensis Sénéclauze, P. hondurensis Loock non Sénéclauze)

## Zagrożenia
Międzynarodowa Unia Ochrony Przyrody (IUCN) w latach 1994–2001 przyznała temu gatunkowi kategorię zagrożenia LR/lc (lower risk/least concern) w skali całego świata, uznając za gatunek najmniejszej troski, nie spełniający kryteriów gatunków zagrożonych. Klasyfikacja ta została utrzymana w kolejnych latach jako LC (least concern). 
Odmiana typowa var. caribaea w 1998 r. uznana została za narażoną na wyginięcie i przyznano jej kategorię zagrożenia VU (vulnerable), jednak po kolejnej ocenie nadano jej kategorię gatunku zagrożonego EN (endangered). Zagrożeniem dla tej odmiany była m.in. nadmierna wycinka drzew, przy czym wypalanie i wycinanie dużych obszarów lasów sosnowych na Kubie spowodowało zmianę siedlisk w sawannę. Okresowe pożary utrudniają odnowienie tej sosny, z korzyścią dla sosny tropikalnej (P. tropicalis), przez co liczebność populacji odmiany maleje. Ocena IUCN bywa jednak kwestionowana, m.in. wskazuje się, iż na Kubie zasięg odmiany zmniejszał się głównie do lat 60. XX w., a od około 1959 r. zalesianych było tam do 40 tys. hektarów gruntów rocznie. Przy tym, w prowincji Pinar del Rio sadzono głównie odmianę typową sosny karaibskiej, która tym samym wróciła na rodzime tereny.
Odmiana var. bahamensis została uznana w 2013 r. za narażoną na wyginięcie i przyznano jej kategorię zagrożenia VU.